# Мечеть Мухтарова (Владикавказ)
Мече́ть Мухта́рова (или просто Суннитская мечеть; осет. Мухтаровы мæзджыт) — суннитская мечеть во Владикавказе, на левом берегу реки Терек, один из символов города. Памятник архитектуры культурного наследия России федерального значения (№ 161410016990006). Сооружена в 1900—1908 гг.

## Строительство
Татарская община Владикавказа стояла у истоков переговорного процесса по строительству мечети с различными инстанциями. Татары также начали сбор денег, в котором приняли участие в том числе татары из Пензы и Казани.
Разрешение на строительство мечети было выдано в 1900 году, городская управа выделила для этого строительства участок земли на левом берегу Терека. Газета «Приазовский край» сообщала, что строительство мечети обошлось в 80 тыс. рублей, из них более 50 тыс. внёс азербайджанский миллионер-нефтепромышленник, видный на Кавказе меценат Муртуза Мухтаров. Проект был заказан его любимому архитектору И. К. Плошко. Открытие мечети состоялось 14 октября 1908 года. Здание было задумано в арабском стиле, напоминало каирские мечети X-XII веков и даже Аль-Азхар. Оно сооружено из белого известняка, привезенного на место строительства из окрестностей Баку. По одной версии, Мухтаров посвятил мечеть своей жене Лизе Тугановой.

24 января 1914 года в «Мусульманской газете» было опубликовано благодарственное письмо М. Мухтарову от представителей ингушского народа: 
В Пятницу 10-го января 1914 года агроном М. Джабагиев, в Сунитской мечети, прочел письмо полученное на имя Общества Просвещения Ингушского народа от г-на М. Мухтарова в письме было сказано, что он г-н Мухтаров жертвует Обществу на постройку школы 5.000 рублей. По этому поводу 12-го января состоялось общее собрание членов Общества Просвещения Ингушского народа и было обсуждено послать к г-ну Мухтарову, с благодарством и званием почетнаго члена этого общества, председателя общества К. К. Козлова, товарища председателя Г. Мальсагова, членов С. М. Базоркина и муллу г. Владикавказской мечети Т. Гириева.
— Чада Добриев (г. Владикавказ, 14-го января 1914 г.)
Первым муллой мечети был ханафит Садык Радимкулов, из казанских татар. В декабре 1908 года в должности муллы Владикавказской суннитской мечети был утвержден шафиит Юсуф Муркиленский, что вызвало недовольство татарской общины. Кубатиев Батырбек Хамурзаевич — последний имам Владикавказской мечети до революции, представитель осетинской аристократической фамилии.

## В СССР
В 1934 году городской совет принял решение уничтожить суннитскую мечеть. Командир 25-й татарской роты 84-го кавалерийского полка Я. И. Беткенев отдал приказ своим подчинённым с оружием в руках встать на охрану мечети. Власти уступили и дали мечети статус памятника архитектуры. Затем мечеть была превращена в «антирелигиозный музей».
Постановлением Совета министров РСФСР от 30.08.1960 № 1327 (прил. 1) здание мечети было взято под государственную охрану.

## В современной России
В 1996 году мечеть была передана Духовному управлению мусульман Северной Осетии. В январе 1996 года у стены мечети сдетонировало взрывное устройство. Капитальные стены и башня оказались в глубоких трещинах, в стене образовалась крупная пробоина (1,5 м на 2 м).
Неоднозначную реакцию горожан вызвало строительство 12-этажного дома за Суннитской мечетью, в результате которого уничтожен узнаваемый вид мечети на фоне панорамы Главного Кавказского хребта.

## Галерея

Открытка конца XIX века
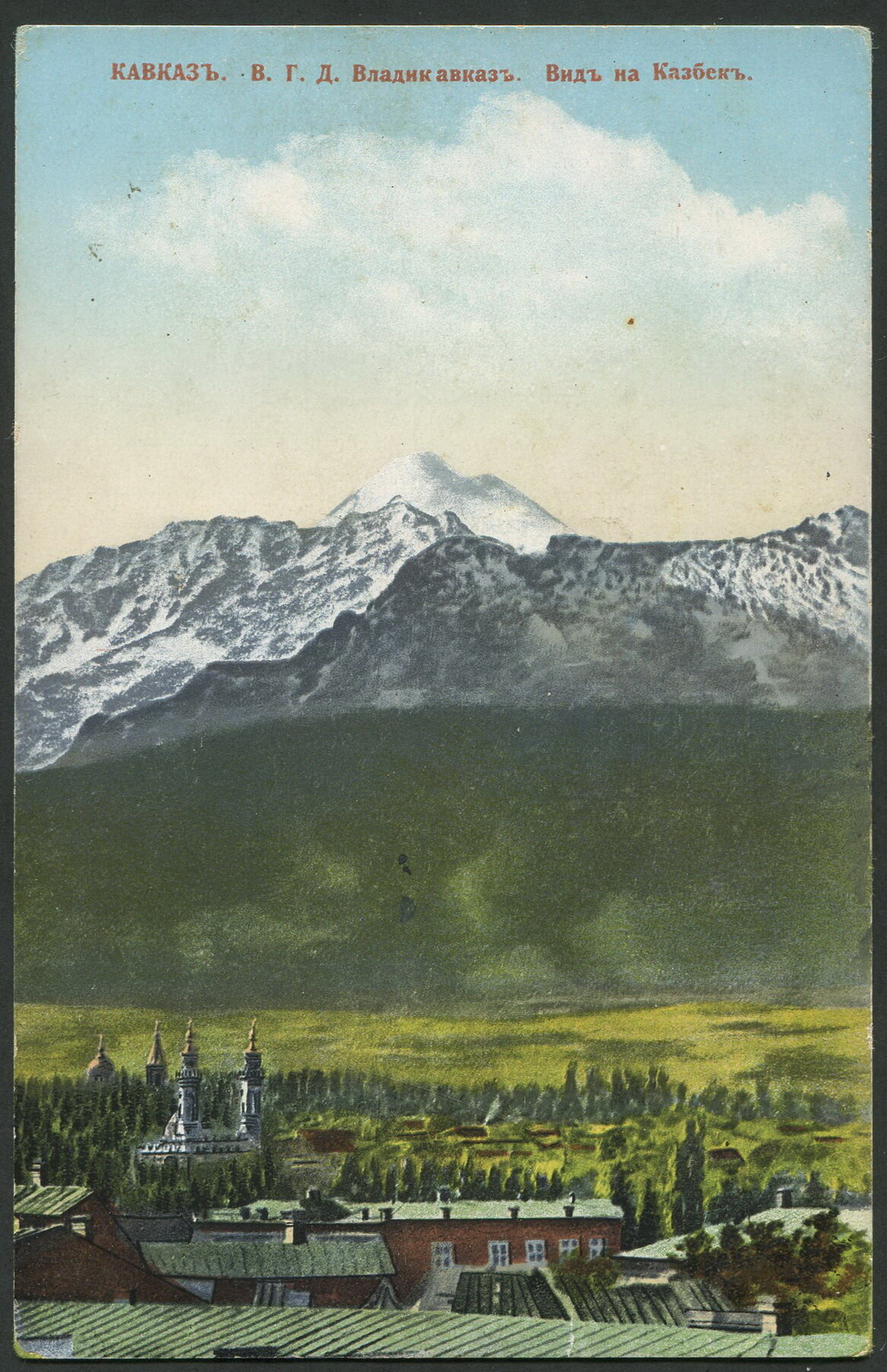
Мечеть на фоне Казбека. Почтовая открытка Кавказ №36
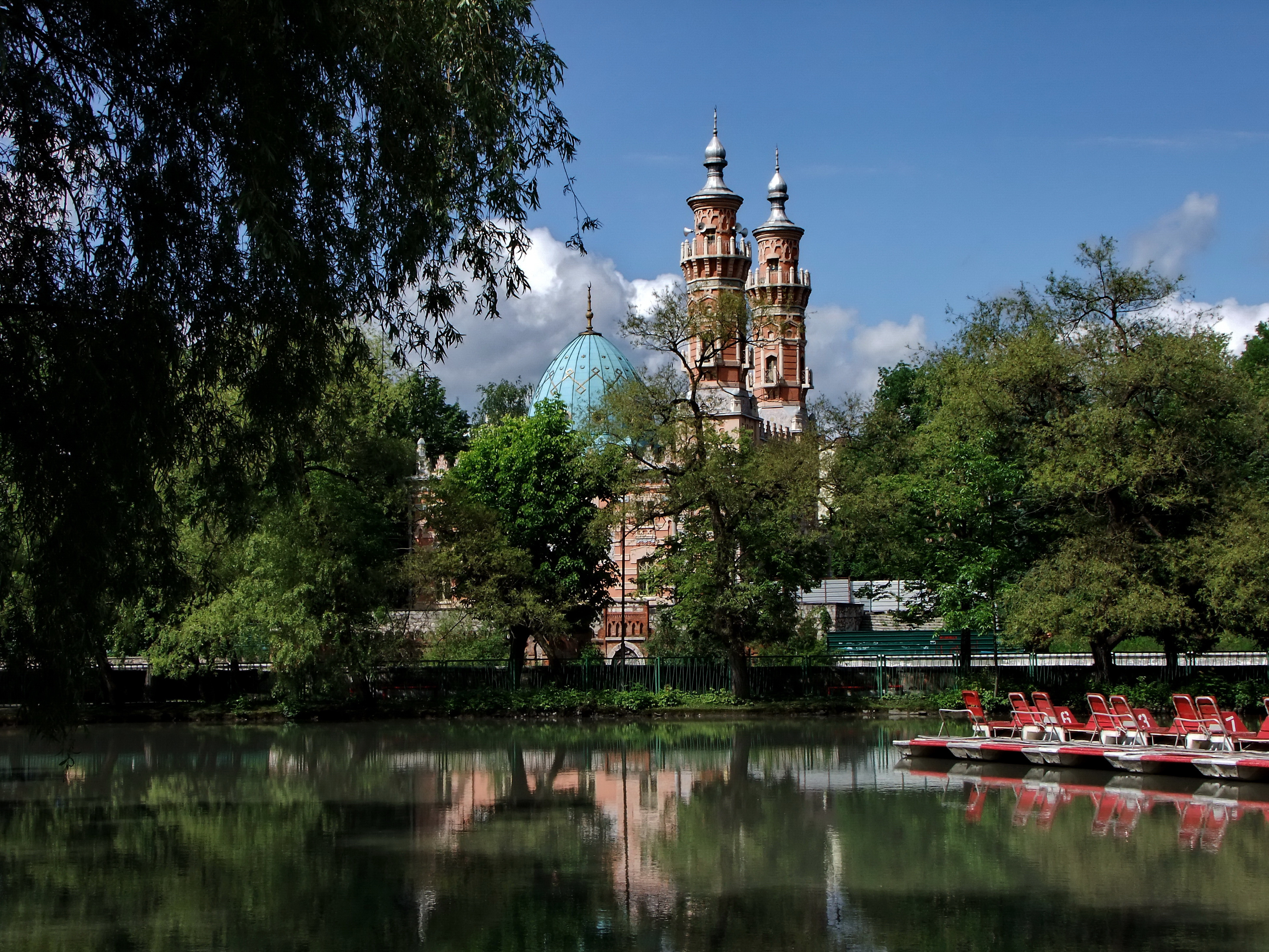
Вид на мечеть из парка на берегу Терека